# Alfa-metilstiren
α-metilstirenul (prescurtat AMS) este o hidrocarbură cu formula C6H5C(CH3)=CH2. Este obținut prin dehidrogenarea catalitică a izopropilbenzenului, și este folosit la fabricarea unor varietăți de cauciuc sintetic, prin copolimerizare cu butadienă. Este un lichid incolor, inflamabil, ușor volatil, cu miros neplăcut, practic insolubil în apă.